# Waldo (Wisconsin)
Waldo ist eine Gemeinde (mit dem Status „Village“) im Sheboygan County im US-amerikanischen Bundesstaat Wisconsin. Im Jahr 2010 hatte Waldo 503 Einwohner.

## Geografie
Waldo liegt im Südosten Wisconsins beiderseits des Onion River, der über den Sheboygan River zum Einzugsgebiet des Michigansees gehört.
Die geografischen Koordinaten von Waldo sind 43°40′29″ nördlicher Breite und 87°56′55″ westlicher Länge. Das Gemeindegebiet erstreckt sich über eine Fläche von 2,54 km² und wird von der Town of Lyndon umgeben, ohne dieser anzugehören.
Nachbarorte von Waldo sind Sheboygan Falls (13,7 km ostnordöstlich), Oostburg (18 km südöstlich), Hingham (6,4 km südsüdöstlich), Adell (7,3 km südlich), Cascade (5,3 km westsüdwestlich) und Plymouth (10,3 km nordnordwestlich).
Die nächstgelegenen größeren Städte sind Green Bay (106 km nördlich), Appleton (93,6 km nordnordwestlich), Wisconsins Hauptstadt Madison (161 km südwestlich), Wisconsins größte Stadt Milwaukee (73,7 km südlich) und Chicago in Illinois (219 km in der gleichen Richtung).

## Verkehr
Der vierspurig ausgebaute Wisconsin State Highway 57 verläuft in Nord-Süd-Richtung durch den Osten des Gemeindegebiets von Waldo. Der in West-Ost-Richtung verlaufende Wisconsin State Highway 28 führt als Hauptstraße durch den Ortskern von Waldo. Alle weiteren Straßen sind untergeordnete Landstraßen, teils unbefestigte Fahrwege sowie innerörtliche Verbindungsstraßen.
Durch Waldo verläuft parallel zum WIS 57 eine Eisenbahnlinie für den Frachtverkehr der Wisconsin and Southern Railroad (WSOR).
Mit dem Sheboygan County Memorial Airport befindet sich 15,8 km nordöstlich ein kleiner Flugplatz. Die nächsten Verkehrsflughäfen sind der Austin Straubel International Airport in Green Bay (111 km nördlich) und der Milwaukee Mitchell International Airport in Milwaukee (83,8 km südlich).

## Geschichte
Die Geschichte von Waldo geht auf die Bahnstation Lyndon Station zurück, die 1871 in der Town of Lyndon angelegt wurde. 1873 wurde hier eine Siedlung angelegt, die nach dem Staatsanwalt O.H.Waldo benannt wurde. Im Jahr 1923 wurde die Siedlung aus der Town herausgelöst und als Village of Waldo inkorporiert.

## Bevölkerung
Nach der Volkszählung im Jahr 2010 lebten in Waldo 503 Menschen in 197 Haushalten. Die Bevölkerungsdichte betrug 198 Einwohner pro Quadratkilometer. In den 197 Haushalten lebten statistisch je 2,55 Personen.
Ethnisch betrachtet setzte sich die Bevölkerung zusammen aus 92,4 Prozent Weißen, 1,4 Prozent Afroamerikanern, 0,8 Prozent amerikanischen Ureinwohnern, 2,2 Prozent Asiaten sowie 1,2 Prozent aus anderen ethnischen Gruppen; 2,0 Prozent stammten von zwei oder mehr Ethnien ab. Unabhängig von der ethnischen Zugehörigkeit waren 2,4 Prozent der Bevölkerung spanischer oder lateinamerikanischer Abstammung.
24,7 Prozent der Bevölkerung waren unter 18 Jahre alt, 62,0 Prozent waren zwischen 18 und 64 und 13,3 Prozent waren 65 Jahre oder älter. 48,9 Prozent der Bevölkerung waren weiblich.
Das mittlere jährliche Einkommen eines Haushalts lag bei 51.625 USD. Das Pro-Kopf-Einkommen betrug 19.739 USD. 14,3 Prozent der Einwohner lebten unterhalb der Armutsgrenze.